# 1989
1989（千九百八十九、せんきゅうひゃくはちじゅうきゅう）は、自然数また整数において、1988の次で1990の前の数である。

## 性質
- 1989は合成数であり、約数は 1, 3, 9, 13, 17, 39, 51, 117, 153, 221, 663, 1989 である。
  - 約数の和は3276。
- 1989 = 152 + 422 = 302 + 332
  - 異なる2つの平方数の和で表せる566番目の数である。1つ前は1985、次は1993。(オンライン整数列大辞典の数列 A004431)[1]
  - 2つの平方数の和として2通りの表し方がある143番目の数である。1つ前は1985、次は2000。
- 1989 = 452 − 36
  - n = 45 のときの n2 − 36 の値とみたとき1つ前は1900、次は2080。(オンライン整数列大辞典の数列 A098847)
- 1989 = 32 × 13 × 17
  - 3つの異なる素因数の積で p2 × q × r の形で表せる175番目の数である。1つ前は1988、次は2004。(オンライン整数列大辞典の数列 A085987)[2]
- 各位の和が27になる3番目の数である。1つ前は1899、次は1998。

## その他 1989 に関連すること
- 西暦1989年
- 1989 (テイラー・スウィフトのアルバム) - テイラー・スウィフトの2014年のアルバム。
- 『1989』はヴィレッヂプロデュースによる演劇作品。
- the pillowsによる音楽作品（1989年はthe pillowsの結成年）。
- 中国では天安門事件を意味する数字として1989は、89及び64（事件発生の6月4日）とともに、「慎重に扱うべき」ものとみなされ、中国政府によるネット上検閲対象になっている[3]。